# El constructivismo educacional en Chile
El Constructivismo es parte del modelo educacional actual de Chile, el cual está Influenciado por corrientes europeas, comienza a mediados de 1920, y sus bases están en el constructivismo psicológico, aplicado en incentivar al estudiante a adquirir conocimiento mediante su interacción con este, generando la experiencia. Este modelo ha variado con el pasar de los años debido a la modernización y la utilización de aparatos electrónicos para educar.

## Historia
En Chile se han llevado diversas reformas educacionales desde 1928, las cuales se han visto influenciadas por diversos factores políticos o educacionales internos, como múltiples reformas en una de las universidades más antiguas del país, la UCh, la cual en aquel entonces poseía influencia en las decisiones de ámbito educacional a nivel país.

### Escuela activa
A mediados de 1920 y 1924, se formó la Federación Obrera de Chile, trayendo consigo la creación de escuelas “autogestionadas” que impartían educación bajó la denominada “escuela activa”, la cual estaba enfocada en la obtención de conocimiento mediante conductas autónomas valorando la cultura propia, siendo en 1925 cuando estos mismos convocaron una asamblea constituyente enfocada en la educación chilena con base en la “escuela activa”. A pesar de esto, no entraría en vigencia debido a decisiones políticas por parte del presidente Arturo Alessandri, pero estos acontecimientos se consideran los inicios del Constructivismo educativo en el país.

### Reforma de 1928
En 1927 el en ese entonces dictador Carlos Ibáñez, llamó a los profesores y sindicatos a que formaran y adoptaran una nueva reforma educacional para Chile, esta si llevándose a cabo y entrando en vigor en 1928, siendo la “escuela activa” finalmente aplicada de manera oficial por el sistema educacional chileno, pero fracasando al poco tiempo siendo tachada de “izquierdista”.
Esta reforma se ve influenciada por la pedagogía de la Vjutemas y la Bauhaus, debido a la intervención de la Universidad de Chile en el proceso, donde se encontraban trabajando como profesores personas procedentes de Europa, tales como el profesor y pintor Ruso Boris Grigoriev, en ese entonces profesor de la Academia de Bellas Artes de la Universidad de Chile, además de otros profesores provenientes de Polonia, todos estrechamente relacionados con la enseñanza de las escuelas mencionadas y habiendo sido contratados por Carlos Isamitt, quien viajó a Europa para poder estudiar el modelo de enseñanza de las escuelas de arte del continente. 

#### Influencia constructivista de la UCh[1]
La universidad de Chile además de tener implicancias en la reforma educacional de 1928, también estuvo involucrada con la de 1965, ya que dentro de la misma Universidad con el transcurso de los años hasta aproximadamente 1963, se llevaron a cabo diversas huelgas y reformas en distintas facultades como; la escuela de Bellas Artes, la Facultad de Arquitectura, la facultad de Ciencias y Artes Plásticas, entre otras. Todas estas estaban enfocadas en el modelo pedagógico utilizado, siendo el modelo constructivista la base de este.
En 1945 los estudiantes de la Facultad de Arquitectura iniciaron una huelga con interés en modificar el enfoque curricular, en esta huelga estuvo involucrado Tibor Weiner, quien había tenido experiencia directa con la pedagogía Vasi, y fue fundamental en su implementación, así, conectando con la pedagogía de las Vjutemas de 1928 de Carlos Isamitt.  
Entre 1954 y 1957 Abraham Freifeld, un arquitecto constructivista de la UCh propuso una tesis sobre el problema de flujo de energía que suponía la ampliación del parque automotor de Santiago, siendo tan relevante en su tiempo que fue contratado por el Ministerio de Obras Públicas para intentar resolver la ampliación de la arteria principal de la ciudad, la avenida alameda. Sus ideas constructivistas fueron fundamentales no solo para la remodelación de Santiago, sino que también de Valparaíso y Concepción, dejando en relevo que la educación constructivista en la Universidad de Chile tuvo un impacto incluso en la forma física de la capital del país. 

#### Desaparición de datos
Alrededor de 1950 se intentó eliminar toda información referente a la reforma educacional chilena de 1928, esto debido a que toda idea llamada izquierdista que fracasase en aquella época era repudiada, sucediendo así también, con la Universidad de Chile, que en 1963 habiendo renunciado la mayoría de los profesores de la Facultad de arquitectura fueron eliminados la mayoría de datos existentes sobre la influencia de la Bauhaus en la escuela.

### Reforma educacional de 1965
Debido al intento de erradicar los rastros de la educación constructivista y la reforma de 1928, para 1964 se estaba enseñando con enfoque solamente en quien transmitía el conocimiento, siendo este el profesor. Con esto se denotaba la pérdida de los avances logrados hasta el momento en cuanto a la educación constructivista en el país, pero no por completo ya que luego vendría la reforma de 1965.
En el año de 1965 bajo el gobierno de Eduardo Frei, entra en vigor la nueva reforma educacional enfocada en la ampliación de la cobertura educacional chilena, pero a su vez, dentro de la reforma se incluyó la utilización de elementos didácticos para aumentar la interacción del estudiante con la información entregada, cosa que en años previos a esta reforma era extremadamente escasos. Esta nueva inclusión de elementos estaba enfocada a los audiovisuales, los cuales fueron estudiados y escogidos por psicólogos especialistas en educación didáctica.

### Reforma educacional de 1990
La reforma educacional de 1990 venia a cambiar los problemas que había dejado la dictadura de Augusto Pinochet y en esta se propuso aumentar el presupuesto que en ese entonces había caído drásticamente. Paralelamente a esto, se puso el enfoque en el profesionalismo de los docentes además de la manera en la que se educaba, ya que durante la dictadura militar la visión educativa estaba influida por el conductismo. Estas problemáticas en conjunto culminaron en un empobrecimiento en la forma de enseñar y para solucionar esto la reforma tomó como base el constructivismo educacional implantado en el reajuste educacional de España en ese entonces.

## Bases
El constructivismo educacional implantado en Chile posee ciertas características que son útiles para su implementación y orientan la misma, las cuales son mencionadas y enumeradas por Luz Cox Méndez en 2006.
Bases de la educación constructivista:
- El conocimiento es activo, depende de la participación del alumno y los objetos de aprendizaje en el proceso de enseñanza.
- Es subjetivo ya que depende del estado interno del estudiante y debido a esto varia su interpretación.
- Es social ya que el alumno debido a su interacción con los demás adquiere capacidades y habilidades que le ayudan en su aprendizaje.
- Es constructivo ya que el estudiante posee conocimientos que forman un constructo el cual se ve modificado en el aprendizaje, es decir, los estudiantes construyen y reconstruyen los esquemas que ya poseen.
- Es autodirigido ya que el estudiante es responsable de llevar todo el proceso de adquisición, reinterpretación, y deconstrucción del aprendizaje.
- Es situacional ya que el aprendizaje significativo se encuentra presente en situaciones reales donde este sea utilizado por el estudiante.
- Es individual ya que cada individuo aprende dependiendo de sí mismo, ya sean sus capacidades, motivación interés, etc.